# Bee Gees Massachusetts (EP6)

## Közreműködők
- Barry Gibb – ének, gitár
- Robin Gibb – ének
- Maurice Gibb – ének,  gitár, zongora, basszusgitár
- Vince Melouney – gitár
- Colin Petersen – dob

## A lemez dalai
- Massachusetts  (Barry, Robin és Maurice Gibb) (1967), mono 2:19, ének: Barry Gibb, Robin Gibb
- Barker of The UFO   (Barry Gibb) (1967), mono 1:48, ének: Barry Gibb
- Craise Finton Kirk Royal Academy of Arts  (Barry és Robin Gibb) (1967), mono 2:16, ének: Robin Gibb
- I Close My Eyes (Barry, Robin Gibb) (1967), mono 2:26, ének: Robin Gibb, Barry Gibb